# Manifest del Surrealisme
El Manifest del surrealisme, originalment i en francès Manifest du Surréalisme, és un text publicat el 15 d'octubre de 1924, escrit per André Breton, concebut originàriament com a prefaci de la col·lecció Poisson soluble. S'hi expliquen els objectius, el significat i la posició política del moviment surrealista.

## Context
En aquest manifest, a més, s'assenten les bases de l'automatisme psíquic com a mitjà d'expressió artística, que sorgeix sense la intervenció de l'intel·lecte.
Molt aviat el moviment s'apropa a la política i el 1927 Louis Aragon, Paul Éluard i Breton s'afilien al Partit Comunista, encara que la idea surrealista s'allunyarà molt aviat del comunisme oficial.
El 1928 Breton va publicar a París Le surréalisme et la peinture.

## Polèmica
Amb la publicació del Segon manifest surrealista (1929) va arribar la polèmica: Breton, líder, o més aviat "papa negre" del moviment surrealista, concretava la noció de surrealisme i afirmava que havia de caminar al costat de la revolució marxista (va ser membre del Partit Comunista Francès de 1927 a 1935), per tant, va excomunicar, va condemnar i va expulsar del grup tots aquells que no coincidien amb les seves idees.
Entre els expulsats es van trobar Roger Vitrac, Philippe Soupault, Antonin Artaud, Salvador Dalí i Robert Desnos.